# Neuendorf (Bajorország)
Neuendorf település Németországban, azon belül Bajorországban. Lakosainak száma 817 fő (2023. december 31.). Neuendorf Lohr am Main és Gemünden am Main községekkel határos.

## Népesség
A település népessége az elmúlt években az alábbi módon változott:
| Lakosok száma | 291  | 688  | 754  | 841  | 819  | 834  | 827  | 830  | 811  | 817  |
|               | 1875 | 1950 | 1970 | 2011 | 2013 | 2014 | 2016 | 2019 | 2021 | 2023 |